# 林宙紀
林 宙紀（はやし ひろき、1977年11月13日 - ）は、日本の実業家、ラジオパーソナリティ、ナレーター、ニュースキャスター、政治家。米国公認会計士。元衆議院議員（1期）。
所属芸能事務所はタイムリーオフィスで、一時は東京メトロポリタンテレビジョン（TOKYO MX）で契約キャスターを務めていた。

## 経歴

### 生い立ち
宮城県名取市で生まれ育ち、1990年（平成2年）に名取市立高舘小学校、1993年（平成5年）に名取市立第二中学校を卒業した。
高校は宮城県仙台第一高等学校に進学した。高校在学中にはラグビー部に所属し、副主将・バックスリーダーを務めた。ポジションはCTB（センター）であった。また、3学年時には学園祭である一高祭の夜祭ステージで企画と司会を務めた。
仙台第一高校を1996年（平成8年）に卒業後、1999年（平成11年）に東京大学教養学部理科二類に進学した。大学においては東京大学運動会アメリカンフットボール部に所属し、2000年（平成12年）度の主将を務めた。ポジションはRB（ランニング・バック）であり、1998年（平成10年）には関東大学1部リーグでラン記録1位となったほか、2000年（平成12年）の東西大学オールスターゲーム（西宮ボウル）では敢闘賞を受賞している。

### ソニー勤務
2002年（平成14年）に東京大学教育学部総合教育科学科を卒業するソニーに就職、同社財務部に所属して本社、日本国内およびアジア地域グループ会社の財務管理・運用に従事した。
在職中の2004年（平成16年）には政策研究大学院大学政策研究科の国際開発学コースを修了している。先立つ2003年（平成15年）10月から翌年3月までは国際連合開発計画地球環境ファシリティ（UNDP-GEF）のアジアパシフィック事務所（マレーシア）で学生インターンシップを行い、海洋国際会議（PEMSEA）のコーディネート補佐や、PEMSEAプロジェクトサイト（フィリピン）の単独調査・評価報告などを経験した。
2006年（平成18年）3月、キャリアチェンジのためにソニーを退職した。

### DJ・キャスター業
ソニーを退職した林はディスクジョッキー（DJ）に転身した。
2006年（平成18年）4月から、フリーアナウンサーとして民放ラジオを中心に活動を続け、2010年（平成22年）からTOKYO MXに出演した。MX出演前には『5時に夢中!』で「イケメンのマッチョ」として紹介された事がある。なお、2011年（平成23年）春より一時は契約キャスターながら、TOKYO MXの公式HPに「アナウンサー」として掲載されていた。TOKYO MXでは2012年（平成24年）からアナウンサー職を廃止したため、同局の歴史の中で唯一の「男性アナウンサー」となった。
林は2012年（平成24年）3月末をもって『TOKYO MX NEWS』を降板し、同局との契約も解除した。
国会議員選挙、市長選挙落選後の2018年、インターネットラジオ運営会社「SpeechNews」を設立し代表取締役に就任した。自身も政治・経済ニュースに携わる。

### 政治活動
2012年（平成24年）4月、みんなの党宮城県第1区支部長に就任した。同年12月に行われた第46回衆議院議員総選挙にみんなの党公認で宮城1区から立候補し、比例東北ブロックで復活当選した。
2013年（平成25年）11月の特定秘密保護法案の採決（起立採決）では、賛成の党方針に反して井出庸生とともに起立せず、法案に反対。同年12月9日、江田憲司らとともに離党届を提出し、同月、結いの党結成に加わる。2014年（平成26年）9月、結いの党と日本維新の会の合流により、維新の党所属となった。
2014年（平成26年）12月の第47回衆議院議員総選挙では、民主党との選挙区調整で宮城2区に回り、民主党宮城県連の推薦を受け、連合宮城にも支援を要請したが、落選。
2016年に維新の党が民主党に合流して民進党が発足すると、同党県連副代表に就任、宮城2区総支部長として次期衆院選公認候補となった。
2017年（平成29年）5月に、7月の仙台市長選挙に無所属で立候補することを見据え民進党宮城県連に離党届を提出。選考方法を巡る意見の相違で離党を決意し、無所属での立候補を表明。民進党は次期衆院選での林への候補公認を取り消した。その後、6月1日に記者会見を行い無所属での立候補を正式に表明した。投開票の結果、民進党が正式な推薦候補とした郡和子が当選し、林は3位で落選した。

### 実業家として
2015年に経営コンサルティングなどを手掛ける林宙紀事務所を設立。その後米国公認会計士に合格。2023年9月より株式会社東北薬理研（治験施設支援機関）取締役。

## 政策
- 選択的夫婦別姓制度導入にどちらかと言えば賛成[16]。
- 集団的自衛権の行使を禁じる憲法解釈を見直すべきとしている[17]（ただし、2014年には集団的自衛権の行使に反対としている[18]）。
- 日本のTPP参加に賛成し、関税は全面的に撤廃するべきとしている[17]。
- 女性宮家の創設に反対[17]。
- 村山談話および河野談話について、いずれも見直すべきではないとしている[18]。

## 出演番組
- めざまし8（フジテレビ、2021年4月12日） - コメンテーター
- MUSIC GENERATION FROM K・WEST（bayfm）月〜木曜日担当
- MARIVE TIME & STYLE（bayfm）
- 聴く日経（ラジオNIKKEI） 金曜日担当
- かわさき元気ワイド!（かわさきFM） 土曜日担当
- ひのっ茶Cafe（日野ケーブルテレビ）
- TOKYO MX NEWS（TOKYO MX、2010年10月 - 2012年3月）

アニメーション映画
- サーフズ・アップ（ソニー・ピクチャーズ エンタテインメント、2007年）

## 人物
- 趣味は、天体観測、料理[19]